# Enolasen
Enolasen (synonym Phosphopyruvat-Hydratase) sind eine Gruppe von Enzymen, welche die Umwandlung von 2-Phosphoglycerat (2-PG) zu Phosphoenolpyruvat (PEP), dem neunten und vorletzten Schritt der Glykolyse, katalysieren. 

## Eigenschaften
Die chemische Reaktion, die von der Enolase katalysiert wird, ist:
D-2-Phosphoglycerat ⇌ Phosphoenolpyruvat + H2O
Enolase gehört zur Familie der Lyasen, genauer gesagt zu den Hydrolyasen, die Kohlenstoff-Sauerstoff-Bindungen spalten. Der systematische Name dieses Enzyms ist 2-Phospho-D-Glycerat-Hydro-Lyase (phosphoenolpyruvatbildend).
Die Reaktion ist reversibel, abhängig von den Konzentrationen der Substrate in der Umgebung. Der optimale pH-Wert für das menschliche Enzym liegt bei 6,5. Enolase wurde 1934 von Lohmann und Meyerhof entdeckt und von Otto Warburg und Walter Christian 1941 erstmals kristallin dargestellt. Warburg und Christian untersuchten auch die Hemmung durch Fluorid. Das Enzym wurde seitdem aus einer Vielzahl von Geweben und Organismen isoliert, die zur Glykolyse oder Fermentation fähig sind, einschließlich menschlicher Muskeln und Erythrozyten. Beim Menschen ist ein Mangel an ENO1 mit der hereditären hämolytischen Anämie verbunden, während ein ENO3-Mangel mit der Glykogenspeicherkrankheit Typ X verbunden ist.

## Struktur
Beim Menschen gibt es drei Untereinheiten der Enolase, α, β und γ, die jeweils von einem separaten Gen kodiert werden und sich zu fünf verschiedenen dimeren Isoenzymen verbinden können: αα, αβ, αγ, ββ und γγ. Drei dieser Isoenzyme (alle Homodimere) sind in erwachsenen menschlichen Zellen häufiger zu finden als die anderen:
- αα oder nicht-neuronale Enolase (NNE). Auch bekannt als Enolase 1. Wird in einer Vielzahl von Geweben gefunden, einschließlich Leber, Gehirn, Niere, Milz und Fettgewebe. Sie ist in gewissem Umfang in allen normalen menschlichen Zellen vorhanden.
- ββ oder muskelspezifische Enolase (MSE). Auch bekannt als Enolase 3. Dieses Enzym ist weitgehend auf den Muskel beschränkt, wo es in sehr hohen Konzentrationen vorhanden ist.
- γγ oder neuronenspezifische Enolase (NSE). Auch bekannt als Enolase 2. Wird in sehr hohen Konzentrationen in Neuronen und neuralem Gewebe exprimiert, wo es bis zu 3 % des gesamten löslichen Proteins ausmachen kann. In den meisten Säugetierzellen wird sie in viel geringerem Maße exprimiert.